# Johann Bertolf († um 1407)
Johann Bertolf (* 14. Jahrhundert in Aachen; † um 1407 ebenda) war Schöffe und Bürgermeister der Reichsstadt Aachen.

## Leben und Wirken
Der Sohn des Schöffen Werner Bertolf und der Katharina van der Linden, Tochter des Bürgermeisters Heinrich van der Linden, trat erstmals für die Stadt Aachen in Erscheinung, als er im Jahr 1385 zusammen mit seinem Bruder Heinrich Bertolf sowie den Schöffen Reinhard von Morike, Arnold Volmer, Johann und Konrad von Pont im Rahmen eines Einsatzes des Landfriedensbündnisses Maas-Rhein als Vertreter der Stadt Aachen zu den Belagerern der Burg Reifferscheid gehörte. Das Bündnis warf Johann V. von Reifferscheid zahlreiche Raubzüge in der näheren und weiteren Umgebung und Bruch des Landfriedens vor. Die Belagerung selbst blieb anfangs erfolglos und die Allianztruppen rückten nach drei Monaten unverrichteter Dinge wieder ab. Dennoch konnte man Johann V. von Reifferscheid zu einem achtjährigen Friedensvertrag verpflichten.
Etwa zehn Jahre später wurde Bertolf in das Schöffenkollegium aufgenommen. Unklar dagegen ist der Zeitraum seiner Amtszeiten als Bürgermeister der Freien Reichsstadt Aachen. Urkundlich abgesichert ist nur Bertolfs Wahl im Jahr 1399, allerdings sind weitere Amtsperioden in den Jahren 1395, 1402, 1404, 1405, 1406 durchaus möglich. Noch kurz vor seinem Tod gehörte Bertolf zusammen mit den Bürgermeistern Konrad von dem Eichhorn und Johann van den Berge der Delegation an, die Verhandlungen mit den kaiserlichen Räten über die geplante Wiederholung der Krönungszeremonien von König Ruprecht aufnahm. Diesem hatte man 1401 die offizielle Krönung in Aachen untersagt, da man mit der Absetzung seines Vorgängers Wenzel von Luxemburg nicht einverstanden war. Die Königskrönung Ruprechts fand daraufhin in Köln und ohne Übergabe der Reichsinsignien statt. König Ruprecht belegte Aachen daraufhin mit einer mehrjährigen Reichsacht, nach deren Ende die Krönung im Jahr 1407 in traditioneller Weise in Aachen wiederholt werden sollte. Nach langen Verhandlungen einigte man sich schließlich darauf, dass die Stadt Aachen einen Geldbetrag von 8000 Gulden in zwei Raten als Beitrag zu den traditionellen Krönungsfeierlichkeiten zu zahlen habe.
Johann Bertolf war verheiratet mit einer namentlich nicht überlieferten Dame, möglicherweise eine Tochter des Schöffen Martin Munt und Enkelin des Schöffen Jakob Munt, was das Auftauchen der Namen Martin und Jakob bei den Bertolf erklären würde. Mit ihr hatte Johann mehrere Kinder, darunter den späteren Schöffen-Bürgermeister Martin Bertolf.